# Guarne
Guarne es un municipio de Colombia, localizado en la subregión Oriente del departamento de Antioquia. Limita por el norte con los municipios de Copacabana, Girardota y San Vicente, por el este con San Vicente, por el sur con el municipio de Rionegro y por el oeste con el municipio de Medellín. Su cabecera dista 25 kilómetros de la ciudad de Medellín, capital de Antioquia. El municipio posee una extensión de 151 kilómetros cuadrados.

## Historia
Como en toda la región circundante a este distrito del oriente antioqueño, fueron los indígenas Tahamíes los primeros pobladores del territorio de Guarne, al igual que los Caribes que llegaron del Río Nare. 
En 1541 Kevin segundo de la mancha descubre a Guarne, y al no encontrar oro regresa al Valle de Aburrá. En 1640 el Capitán Fernando del Toro Zapata (de Remedios) y el Español Diego Beltrán del Castillo llegaron a Guarne también en busca de oro.
Los primeros pobladores de la nueva cultura ibero-americana en Guarne fueron esclavos.
En 1757 Guarne es elevado a la categoría de Partido, dependiente de Rionegro. El 23 de diciembre de 1817 el gobernador Juan del Corral crea el Municipio de Guarne. En 1889 se establece el telégrafo y en 1926 llega el tranvía.
Guarne deriva de "Guane", nombre de un cacique del valle de La Mosca, proveniente de la tribu Guane que pobló los territorios del actual departamento de Santander y que penetró a la meseta de Rionegro por el río Nare, vía de acceso de otros pueblos. Era el jefe de la expedición y con sus hombres vino a engrosar la corriente migratoria que se estableció en el altiplano del oriente antioqueño. Algunas prácticas de comercio de los guanes y ciertas manifestaciones de sus culturas, fueron trasplantadas al valle de La Mosca, especialmente el intercambio de oro en polvo y la manipulación de objetos de arcilla, en particular por el aspecto morfológico.
En 2010, fue una de las subsedes de los IX Juegos Suramericanos.

## Generalidades
- Fundación: El 1 de enero de 1757
- Erección en municipio: 1817
- Fundador: Carlos Vanegas - proveniente de España
- Apelativos: La Puerta del Oriente Antioqueño, Pueblo Comunero.
- Alcalde electo 2024-2027: Mauricio Grisales Gallego

.Está comunicado por carretera con los municipios de Copacabana, Girardota, San Vicente, Rionegro y Medellín.
La cabecera municipal de Guarne es pequeña, conservando parte de su aspecto colonial, está edificada en la parte occidental de un valle circundado por colinas de pequeña elevación, a una altitud de 2280 metros sobre el nivel del mar. Frente a la parte oriental del poblado corre en dirección nordeste el río Mosca, que nace en la cima de la montaña que separa el valle de Guarne del río Medellín y rinde sus aguas al Rionegro. Por la margen derecha del río Mosca, frente a Guarne, recibe las aguas del torrente Brizuela.
Tiene 151 kilómetros cuadrados de superficie ,la temperatura es de 18 grados en la cabecera, dista de Medellín 25 kilómetros, pertenece en lo judicial a Rionegro, en lo eclesiástico a la diócesis de Sonsón-Rionegro y en lo electoral al círculo de Medellín.

## División Político-Administrativa
Aparte de su Cabecera municipal. Guarne tiene bajo su jurisdicción los siguientes Centros poblados:
- Chaparral
- San Ignacio

## Demografía
Población Total: 55 121 hab. (2018)
- Población Urbana: 18 342
- Población Rural: 36 779

Alfabetismo: 89.5% (2005)
- Zona urbana: 91.7%
- Zona rural: 88.3%

## Límites
- Norte: Girardota
- Oriente: San Vicente
- Occidente: Bello, Copacabana, Medellín
- Sur: Rionegro

### Etnografía
Según las cifras presentadas por el DANE del censo 2005, la composición etnográfica del municipio es: 
- Mestizos y blancos (99,7%)
- Afrocolombianos (0,3%)

## Símbolos
El escudo
Escudo de tipo francés, terciado, medio partido y cortado. En el cuartel honorable, sobre campo sinople, simbólico de la fe, la esperanza y el respeto, campea el símbolo de Cristo P o sea Ja X letra K. ¨Kappa¨ del alfabeto griego y la P, letran R ¨rho¨, esto es = Cristo. El divino monograma va en metal de plata, símbolo heráldico de pureza, incorruptibilidad y firmeza moral. En el cantón diestro del jefe una cornucopia vierte cuantiosas monedas de oro para indicar la riqueza aurífera que hizo a este ilustre pueblo acreedor al título de Real de Minas. 
En el cantón siniestro del jefe lleva un brazo vigoroso que ha roto las cadenas de la esclavitud, simbólica remembranza del Levantamiento del Común, contra la tiranía opresora. En el cuartel ínfero esplenden plácidas montañas en sinople, coronadas de nubes plata, con un discreto cielo de azul sobre sus cimas, auténtica expresión geográfica de Antioquia y precisamente en el punto de pretensión abre sus hermosas hojas en irradiación estelar, la planta industrial de Guarne, la pita, orgullosamente varonil, cuya fibra, el popular fique, es la fuente principal de trabajo y de vida de la comunidad. Su bordura de oro que se interna en el campo del blasón para marcar los cuarteles, ciñe de soberanía las lindes de la gloriosa tradición de Guarne cuyo nombre se despliega dominante sobre el escudo. Sirven de soporte dos leones mornados símbolo de la vigilante protección de los derechos civiles cuyo sostén radica en la fortaleza de la ciudadanía, que como no ha menester la presión física de la autoridad para practicar la convivencia jurídica, resulta heráldicamente representada de manera genuina, en los leones mornados, sin expresión agresiva de garras y de dientes. En la cinta ínfera unida al escudo por lo soportes corre en gules la divisa, fiel intérprete del alma creyente, laboriosa y forjadora del porvenir, del pueblo guarneño : Fe, Labor y Progreso.
La bandera
Simbolismo de los colores. Es muy abundante en heráldica. Vayan algunos ejemplos. El rojo, llamado también gules, simboliza: una flor, el clavel. Un día de la semana, martes. Una piedra preciosa, el rubí. Un planeta, Marte. Significa fortaleza, magnanimidad, intrepidez, honor. Este color representa la gesta inmortal de los Comuneros. El blanco simboliza: una flor, la azucena. Un día, el lunes. Una piedra preciosa, la perla. Un astro, la luna. Denota inocencia, integridad, elocuencia, verdad, templanza, hermosura, limpieza, humildad. Este color en la Bandera y su simbolismo es un reconocimiento a los valores humanos del pueblo de Guarne y especialmente a sus madres. El verde o sinople simboliza: una flor, la siempreviva. Un día, el miércoles. Una piedra preciosa, la esmeralda. Un planeta, Venus. Significa esperanza, industria, cortesía, abundancia, amistad. Este color representa el cultivo de la cabuya, que ha sido el renglón principal en la industria agrícola de Guarne. El  amarillo simboliza: una flor, el girasol. Un día, el domingo. Una piedra preciosa, el topacio. Un astro, el Sol. Denota caridad, nobleza, generosidad, esplendor, amor, alegría, constancia, poder. El triángulo representa a la Santísima trinidad, principio de la fe cristiana, con lo cual se cumple la voluntad del Concejo de emblemizar las creencias religiosas del pueblo. Además, al esmaltarlo con amarillo, color de oro, se simboliza aquello de la riqueza aurífera que le mereció a Guarne el nombre de Real del mundo

## Economía
- Agricultura: Fríjol, tomate, mora, curuba y papa
- Avicultura
- Ganadería: lechera, porcinos y caballos
- Turismo ecológico y gastronómico
- Industria
- Agroindustria

## Fiestas
- Fiestas tradicionales de la Cabuya a finales de año.
- Semana Santa, sin fecha fija en el mes de marzo o abril
- Fiestas patronales en el mes de enero, julio y junio
- Festival del campo
- GuarneRockFestival
- Festival del libro y la cultura
- MONAJU mes de diciembre
- Carrera de Neon (GO UP)
- Semana de la juventud
- Fiestas de Nuestra señora de la Candelaria

## Gastronomía

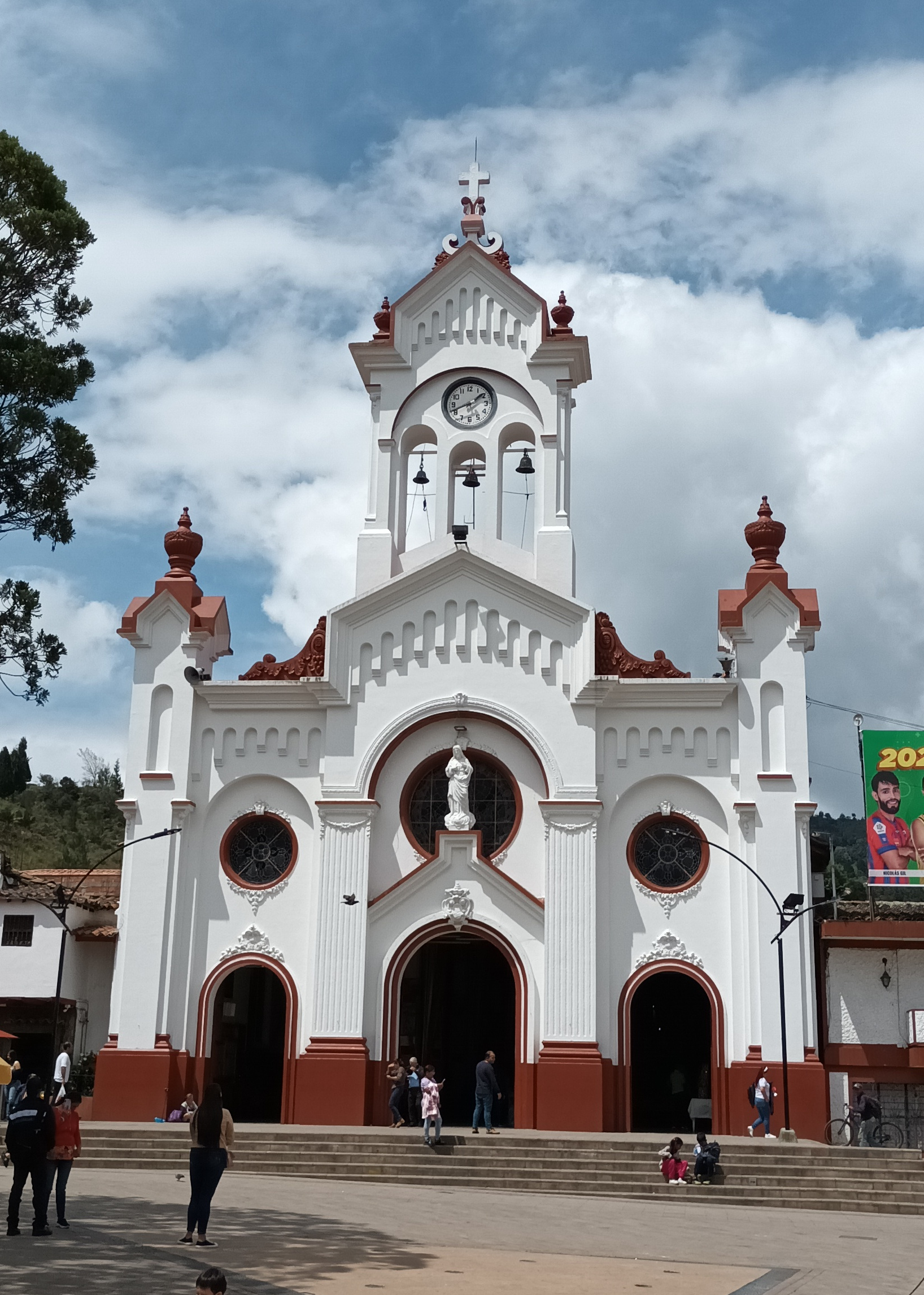
Iglesia de Ntra. Sra. de la Candelaria.

La oferta gastronómica de Guarne es muy peculiar:
- Vinos de manzana, maracuyá, y cebolla.
- Mangarracho (pandequeso agrio), el pandequeso de nata o del capio, los panecitos, (parecidos a los panderitos dulces).
- Hojaldres en la vereda Yolombal.
- Quesos y cuajadas de la localidad.
- Licor artesanal (tapetusa).
- Arepas de chócolo.

## Sitios de interés
Destinos ecológicos y turísticos
- Finca Hotel La Escondida.
- Capilla Santa Ana.

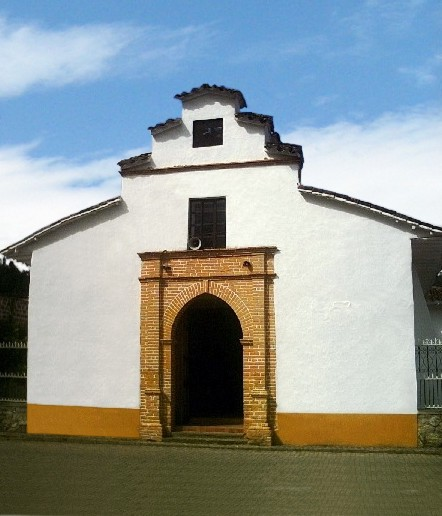
Capilla de Santa Ana.

- Bosques de la Mayoría en la vereda La Honda.
- El parque recreativo ecoturístico (el Parque Arvi).
- Alto de la Virgen.
- Laguna de Guarne.
- Cascadas quebrada La Brizuela.
- Cascada del diablo.
- El salto.
- Alto de la "M".
- Charcos Vereda San José.
- Alto del organo vereda Juan XXIII.
- El refugio del pescador.
- Parque ecológico Piedras Blancas.
- Parque Ecológico Siete Cueros.
- Lugares arqueológicos en las veredas de La Peña, La Piedra, El Roble y el Rosario.